# Lista över månens kratrar, C–F
Detta är en underlista till lista över månens kratrar.

## C
| Krater      | Diameter | Eponym                                              |
| ----------- | -------- | --------------------------------------------------- |
| C. Herschel | 13 km    | Caroline Herschel (1750–1848)                       |
| C. Mayer    | 38 km    | Christian Mayer (astronom) (1719–1783)              |
| Cabannes    | 80 km    | Jean Cabannes (1885–1959)                           |
| Cabeus      | 98 km    | Niccolò Cabeo (1586–1650)                           |
| Cailleux    | 50 km    | Andre Cailleux (1907–1986)                          |
| Cajal       | 9 km     | Santiago Ramón y Cajal (1852–1934)                  |
| Cajori      | 70 km    | Florian Cajori (1859–1930)                          |
| Calippus    | 32 km    | Kallippos (omkring 370 f.kr. – c. 300 f.kr.)        |
| Cameron     | 10 km    | Robert Curry Cameron (1925–1972)                    |
| Campanus    | 48 km    | Campanus av Novara (cirka 1220 – 1296)              |
| Campbell    | 219 km   | Leon Campbell (1881–1951)                           |
| Campbell    | 219 km   | William Wallace Campbell (1862–1938)                |
| Cannizzaro  | 56 km    | Stanislao Cannizzaro (1826–1910)                    |
| Cannon      | 56 km    | Annie Jump Cannon (1863–1941)                       |
| Cantor      | 81 km    | Georg Cantor (1845–1918)                            |
| Cantor      | 81 km    | Moritz Cantor (1829–1920)                           |
| Capella     | 90 km    | Martianus Capella (omkring 400)                     |
| Capuanus    | 59 km    | Francesco Capuano Di Manfredonia (1400-talet)       |
| Cardanus    | 49 km    | Girolamo Cardano (1501–1576)                        |
| Carlini     | 10 km    | Francesco Carlini (1783–1862)                       |
| Carlos      | 4 km     | (spanskt mansnamn)                                  |
| Carmichael  | 20 km    | Leonard Carmichael (1898–1973)                      |
| Carnot      | 126 km   | Nicolas Léonard Sadi Carnot (1796–1832)             |
| Carol       | 8 km     | (latinskt kvinnonamn)                               |
| Carpenter   | 59 km    | James Carpenter (1840–1899)                         |
| Carpenter   | 59 km    | Edwin Francis Carpenter (1898–1963)                 |
| Carrel      | 15 km    | Alexis Carrel (1873–1944)                           |
| Carrillo    | 16 km    | Nabor Carrillo Flores (1911–1967)                   |
| Carrington  | 30 km    | Richard Christopher Carrington (1826–1875)          |
| Cartan      | 15 km    | Élie Cartan (1869–1951)                             |
| Carver      | 59 km    | George Washington Carver (omkring 1864–1943)        |
| Casatus     | 108 km   | Paolo Casati (1617–1707)                            |
| Cassegrain  | 55 km    | Giovanni Cassegrain (1625–1712)                     |
| Cassini     | 56 km    | Giovanni Domenico Cassini (1625–1712)               |
| Cassini     | 56 km    | Jacques Cassini (1677–1756)                         |
| Catalán     | 25 km    | Miguel A. Catalán/Miguel Catalán Sañudo (1894–1957) |
| Catharina   | 104 km   | Katarina av Alexandria (död omkring 307)            |
| Cauchy      | 12 km    | Augustin Louis Cauchy (1789–1857)                   |
| Cavalerius  | 56 km    | Bonaventura Cavalieri (1598–1647)                   |
| Cavendish   | 56 km    | Henry Cavendish (1731–1810)                         |
| Caventou    | 3 km     | Joseph Bienaimé Caventou (1795–1877)                |
| Cayley      | 14 km    | Arthur Cayley (1821–1895)                           |
| Celsius     | 36 km    | Anders Celsius (1701–1744)                          |
| Censorinus  | 3 km     | Censorinus (200-talet, uppmärksammad 238)           |
| Cepheus     | 39 km    | Kepheus (person i grekisk mytologi)                 |
| Chacornac   | 51 km    | Jean Chacornac (1823–1873)                          |
| Chadwick    | 30 km    | James Chadwick (1891–1974)                          |
| Chaffee     | 49 km    | Roger B. Chaffee (1935–1967)                        |
| Challis     | 55 km    | James Challis (1803–1862)                           |
| Chalonge    | 30 km    | Daniel Chalonge (1895–1977)                         |
| Chamberlin  | 58 km    | Thomas Chrowder Chamberlin (1843–1928)              |
| Champollion | 58 km    | Jean-François Champollion (1790–1832)               |
| Chandler    | 85 km    | Seth Carlo Chandler (1846–1913)                     |
| Chang Heng  | 43 km    | Zhang Heng (78–139)                                 |
| Chang-Ngo   | 3 km     | (kinesiskt kvinnonamn) – Chang'e, kinesisk gudinna  |
| Chant       | 33 km    | Clarence Chant (1865–1956)                          |
| Chaplygin   | 137 km   | Sergej Aleksejevitj Tjaplygin (1869–1942)           |
| Chapman     | 71 km    | Sydney Chapman (1888–1970)                          |
| Chappe      | 59 km    | Jean-Baptiste Chappe d'Auteroche (1728–1769)        |
| Chappell    | 80 km    | James F. Chappell (1891–1964)                       |
| Charles     | 1 km     | (franskt mansnamn)                                  |
| Charlier    | 99 km    | Carl Charlier (1862–1934)                           |
| Chaucer     | 45 km    | Geoffrey Chaucer (omkring 1340–1400)                |
| Chauvenet   | 81 km    | William Chauvenet (1820–1870)                       |
| Chawla      | 15 km    | Kalpana Chawla (1961–2003)                          |
| Chebyshev   | 178 km   | Pafnutij Tjebysjov (1821–1894)                      |
| Chernyshev  | 58 km    | Nikolaj G. Tjernysjov (1906–1963)                   |
| Chevallier  | 52 km    | Temple Chevallier (1794–1873)                       |
| Ching-Te    | 4 km     | (kinesiskt mansnamn)                                |
| Chladni     | 13 km    | Ernst Chladni (1756–1827)                           |
| Chrétien    | 88 km    | Henri Chrétien (1879–1956)                          |
| Cichus      | 40 km    | Cecco d'Ascoli (1257/1269–1327)                     |
| Clairaut    | 75 km    | Alexis Claude Clairaut (1713–1765)                  |
| Clark       | 49 km    | Alvan Clark (1804–1887)                             |
| Clark       | 49 km    | Alvan Graham Clark (1832–1897)                      |
| Clausius    | 24 km    | Rudolf Clausius (1822–1888)                         |
| Clavius     | 225 km   | Christopher Clavius (1537–1612)                     |
| Cleomedes   | 125 km   | Kleomedes (troligtvis 00-talet/100-talet)           |
| Cleostratus | 62 km    | Kleostratos (cirka 520 - cirka 432 f.Kr.)           |
| Clerke      | 6 km     | Agnes Mary Clerke (1842–1907)                       |
| Coblentz    | 33 km    | William Coblentz (1873–1962)                        |
| Cockcroft   | 93 km    | John Cockcroft (1897–1967)                          |
| Collins     | 2 km     | Michael Collins (född 1930)                         |
| Colombo     | 76 km    | Christopher Columbus (omkring 1446–1506)            |
| Compton     | 182 km   | Arthur Holly Compton (1892–1962)                    |
| Compton     | 182 km   | Karl Taylor Compton (1887–1954)                     |
| Comrie      | 59 km    | Leslie Comrie (1893–1950)                           |
| Comstock    | 72 km    | George Comstock (1855–1934)                         |
| Condon      | 34 km    | Edward Condon (1902–1974)                           |
| Condorcet   | 74 km    | Jean Antoine, Marquis de Condorcet (1743–1794)      |
| Congreve    | 57 km    | William Congreve (1772–1828)                        |
| Conon       | 21 km    | Konon från Samos (omkring 260 f.kr.)                |
| Cook        | 46 km    | James Cook (1728–1779)                              |
| Cooper      | 36 km    | John Cobb Cooper (1887–1967)                        |
| Copernicus  | 107 km   | Nicolaus Copernicus (1473–1543)                     |
| Cori        | 65 km    | Gerty Theresa Cori (1896–1957)                      |
| Coriolis    | 78 km    | Gaspard-Gustave Coriolis (1792–1843)                |
| Couder      | 21 km    | André Couder (1897–1978)                            |
| Coulomb     | 89 km    | Charles-Augustin de Coulomb (1736–1806)             |
| Courtney    | 1 km     | (Engelskt kvinnonamn)                               |
| Cremona     | 85 km    | Luigi Cremona (1830–1903)                           |
| Crile       | 9 km     | George Washington Crile (1864–1943)                 |
| Crocco      | 75 km    | Gaetano Crocco (1877–1968)                          |
| Crommelin   | 94 km    | Andrew Claude de la Cherois Crommelin (1865–1939)   |
| Crookes     | 49 km    | William Crookes (1832–1919)                         |
| Crozier     | 22 km    | Francis Crozier (1796–1848)                         |
| Crüger      | 45 km    | Peter Crüger (1580–1639)                            |
| Ctesibius   | 36 km    | Ctesibius (död omkring 100 f.kr.)                   |
| Curie       | 151 km   | Pierre Curie (1859–1906)                            |
| Curtis      | 2 km     | Heber Doust Curtis (1859–1906)                      |
| Curtius     | 95 km    | Albert Curtz (1600–1671)                            |
| Cusanus     | 63 km    | Nicolaus Cusanus (1401–1464)                        |
| Cuvier      | 75 km    | Georges Cuvier (1769–1832)                          |
| Cyrano      | 80 km    | Cyrano de Bergerac (1615–1655)                      |
| Cyrillus    | 98 km    | Kyrillos av Alexandria (död 444)                    |
| Cysatus     | 48 km    | Johann Baptist Cysat (cirka 1587–1657)              |

## D
| Krater                                 | Diameter | Eponym                                                      |
| -------------------------------------- | -------- | ----------------------------------------------------------- |
| D. Brown                               | 15 km    | David McDowell Brown (1956–2003)                            |
| da Vinci                               | 37 km    | Leonardo da Vinci (1452–1519)                               |
| Daedalus                               | 93 km    | Daidalos (person i grekisk mytologi)                        |
| Dag                                    | 0 km     | (skandinaviskt mansnamn)                                    |
| Daguerre                               | 46 km    | Louis Daguerre (1789–1851)                                  |
| Dale                                   | 22 km    | Henry Hallett Dale (1875–1968)                              |
| D'Alembert                             | 248 km   | Jean le Rond d'Alembert (1717–1783)                         |
| Dalton                                 | 60 km    | John Dalton (1766–1844)                                     |
| Daly                                   | 17 km    | Reginald Aldworth Daly (1871–1957)                          |
| Damoiseau                              | 36 km    | Marie-Charles Damoiseau (1768–1846)                         |
| Daniell                                | 29 km    | John Frederick Daniell (1790–1845)                          |
| Danjon                                 | 71 km    | André Danjon (1890–1967)                                    |
| Dante                                  | 54 km    | Dante Alighieri (1265–1321)                                 |
| Darney                                 | 15 km    | Maurice Darney (1882–1958)                                  |
| D'Arrest                               | 30 km    | Heinrich L. d'Arrest (1822–1875)                            |
| D'Arsonval                             | 28 km    | Jacques Arsene d'Arsonval (1851–1940)                       |
| Darwin                                 | 120 km   | Charles Darwin (1809–1882)                                  |
| Das                                    | 38 km    | Amil Kumar Das (1902–1961)                                  |
| Daubrée                                | 14 km    | Auguste Daubrée (1814–1896)                                 |
| Davisson                               | 87 km    | Clinton Davisson (1881–1958)                                |
| Davy                                   | 34 km    | Humphry Davy (1778–1829)                                    |
| Dawes                                  | 18 km    | William Rutter Dawes (1799–1868)                            |
| Dawson                                 | 45 km    | Bernhard Dawson (1890–1960)                                 |
| De Forest                              | 57 km    | Lee de Forest (1873–1961)                                   |
| de Gasparis                            | 30 km    | Annibale de Gasparis (1819–1892)                            |
| de Gerlache                            | 32,4 km  | Adrien de Gerlache (1866–1934)                              |
| De La Rue                              | 134 km   | Warren de la Rue (1815–1889)                                |
| De Moraes                              | 53 km    | Abrahão De Moraes (1916–1970)                               |
| De Morgan                              | 10 km    | Augustus de Morgan (1806–1871)                              |
| De Roy                                 | 43 km    | Felix De Roy (1883–1942)                                    |
| De Sitter                              | 64 km    | Willem de Sitter (1872–1934)                                |
| De Vico                                | 20 km    | Francesco de Vico (1805–1848)                               |
| De Vries                               | 59 km    | Hugo de Vries (1848–1935)                                   |
| Debes                                  | 30 km    | Ernst Debes (1840–1923)                                     |
| Debus                                  | 20 km    | Kurt Heinrich Debus (1908–1983)                             |
| Debye                                  | 142 km   | Peter Debye (1884–1966)                                     |
| Dechen                                 | 12 km    | Ernst Heinrich Karl von Dechen (1800–1889)                  |
| Delambre                               | 51 km    | Jean Baptiste Joseph Delambre (1749–1822)                   |
| Delaunay                               | 46 km    | Charles-Eugène Delaunay (1816–1872)                         |
| Delia                                  | 2 km     | (grekiskt kvinnonamn)                                       |
| Delisle                                | 25 km    | Joseph Nicolas Delisle (1688–1768)                          |
| Dellinger                              | 81 km    | John Howard Dellinger (1886–1962)                           |
| Delmotte                               | 32 km    | Gabriel Delmotte (1876–1950)                                |
| Delporte                               | 45 km    | Eugène Joseph Delporte (1882–1955)                          |
| Deluc                                  | 46 km    | Jean-André Deluc (1727–1817)                                |
| Dembowski                              | 26 km    | Ercole Dembowski (1815–1881).                               |
| Democritus                             | 39 km    | Demokritos (omkring 460-360 f.kr.).                         |
| Demonax                                | 128 km   | Demonax (död omkring 100 f.kr.)                             |
| Denning                                | 44 km    | William Frederick Denning (1848–1931)                       |
| Desargues                              | 85 km    | Gérard Desargues (1593–1662)                                |
| Descartes                              | 48 km    | René Descartes (1596–1650)                                  |
| Deseilligny                            | 6 km     | Jules Alfred Pierrot Deseilligny (1868–1918)                |
| Deslandres                             | 256 km   | Henri-Alexandre Deslandres (1853–1948)                      |
| Deutsch                                | 66 km    | Armin Joseph Deutsch (1918–1969)                            |
| Dewar                                  | 50 km    | James Dewar (1842–1923)                                     |
| Diana                                  | 1 km     | (latinskt kvinnonamn)                                       |
| Diderot                                | 20 km    | Denis Diderot (1713–1784)                                   |
| Dionysius                              | 18 km    | Dionysios Areopagita (9–120)                                |
| Diophantus 201 and 215; died around 84 | 17 km    | Diofantos (född mellan 201 och 215; död mellan 285 och 300) |
| Dirichlet                              | 47 km    | Peter Gustav Lejeune Dirichlet (1805–1859)                  |
| Dobrovolʹskiy                          | 38 km    | Georgij Dobrovolskij (1928–1971)                            |
| Doerfel                                | 68 km    | Georg Samuel Dörffel (1643–1688)                            |
| Dollond                                | 11 km    | John Dollond (1706–1761)                                    |
| Donati                                 | 36 km    | Giovanni Battista Donati (1826–1873)                        |
| Donna                                  | 2 km     | (italienskt kvinnonamn)                                     |
| Donner                                 | 58 km    | Anders Donner (1854–1938)                                   |
| Doppelmayer                            | 63 km    | Johann Gabriel Doppelmayer (1677–1750)                      |
| Doppler                                | 110 km   | Christian Doppler (1803–1853)                               |
| Douglass                               | 49 km    | Andrew Ellicott Douglass (1867–1962)                        |
| Dove                                   | 30 km    | Heinrich Wilhelm Dove (1803–1879)                           |
| Draper                                 | 8 km     | Henry Draper (1837–1882)                                    |
| Drebbel                                | 30 km    | Cornelius Drebbel (1572–1634)                               |
| Dreyer                                 | 61 km    | John Dreyer (1852–1926)                                     |
| Drude                                  | 24 km    | Paul Karl Ludwig Drude (1863–1906)                          |
| Dryden                                 | 51 km    | Hugh Latimer Dryden (1898–1965)                             |
| Drygalski                              | 149 km   | Erich von Drygalski (1865–1949)                             |
| Dubyago                                | 51 km    | Dmitrij Dubjago (1849–1918)                                 |
| Dubyago                                | 51 km    | Aleksander Dubjago (1903–1959)                              |
| Dufay                                  | 39 km    | Jean Dufay (1896–1967)                                      |
| Dugan                                  | 50 km    | Raymond Smith Dugan (1878–1940)                             |
| Dunér                                  | 62 km    | Nils Christoffer Dunér (1839–1914)                          |
| Dunthorne                              | 15 km    | Richard Dunthorne (1711–1775)                               |
| Dyson                                  | 63 km    | Frank Watson Dyson (1868–1939)                              |
| Dziewulski                             | 63 km    | Wladyslaw Dziewulski (1878–1962)                            |

## E
| Krater           | Diameter | Eponym                                           |
| ---------------- | -------- | ------------------------------------------------ |
| Eckert           | 2 km     | Wallace John Eckert (1902–1971)                  |
| Eddington        | 118 km   | Arthur Stanley Eddington (1882–1944)             |
| Edison           | 62 km    | Thomas Edison (1847–1931)                        |
| Edith            | 8 km     | (engelskt kvinnonamn)                            |
| Egede            | 37 km    | Hans Egede (1686–1758)                           |
| Ehrlich          | 30 km    | Paul Ehrlich (1854–1915)                         |
| Eichstadt        | 49 km    | Lorentz Eichstadt (1596–1660)                    |
| Eijkman          | 54 km    | Christiaan Eijkman (1858–1930)                   |
| Eimmart          | 46 km    | Georg Christoph Eimmart (1638–1705)              |
| Einstein         | 198 km   | Albert Einstein (1879–1955)                      |
| Einthoven        | 69 km    | Willem Einthoven (1879–1955)                     |
| Elger            | 21 km    | Thomas Gwyn Elger (1836–1897)                    |
| Ellerman         | 47 km    | Ferdinand Ellerman (1869–1940)                   |
| Ellison          | 36 km    | Mervyn Archdall Ellison (1909–1963)              |
| Elmer            | 36 km    | Charles Elmer (1872–1954)                        |
| Elvey            | 74 km    | Christian Thomas Elvey (1899–1970)               |
| Emden            | 111 km   | Robert Emden (1862–1940)                         |
| Encke            | 28 km    | Johann Franz Encke (1791–1865)                   |
| Endymion         | 123 km   | Endymion (person i greksik mytologi)             |
| Engelʹgardt      | 43 km    | Vasilij Engelgardt (1828–1915)                   |
| Eötvös           | 99 km    | Loránd Eötvös (1848–1919)                        |
| Epigenes         | 55 km    | Epigenes av Bysans (okänt-död omkring 200 f.Kr.) |
| Epimenides       | 27 km    | Epimenides (förekommer 596 f.kr.)                |
| Eratosthenes     | 58 km    | Eratosthenes (omkring 276–196 f.kr.)             |
| Erro             | 61 km    | Luis Enrique Erro (1897–1955)                    |
| Esclangon        | 15 km    | Ernest Esclangon (1876–1954)                     |
| Esnault-Pelterie | 79 km    | Robert Esnault-Pelterie (1881–1957)              |
| Espin            | 75 km    | Thomas Henry Espinell Compton Espin (1858–1934)  |
| Euclides         | 11 km    | Euklides (död omkring 300 f.Kr.)                 |
| Euctemon         | 62 km    | Euktemon (uppmärksammad 432 f.Kr.)               |
| Eudoxus          | 67 km    | Eudoxos av Knidos (omkring 408–355 f.Kr.)        |
| Euler            | 27 km    | Leonhard Euler (1707–1783)                       |
| Evans            | 67 km    | Arthur Evans (1851–1941)                         |
| Evdokimov        | 50 km    | Nikolaj Nikolajevitj Jevdokimov (1868–1941)      |
| Evershed         | 66 km    | John Evershed (1864–1956)                        |
| Ewen             | 3 km     | (keltiskt mansnamn)                              |

## F
| Krater       | Diameter | Eponym                                         |
| ------------ | -------- | ---------------------------------------------- |
| Fabbroni     | 10 km    | Giovanni Valentino Mattia Fabbroni (1752–1822) |
| Fabricius    | 78 km    | David Fabricius (1564–1617)                    |
| Fabry        | 184 km   | Charles Fabry (1867–1945)                      |
| Fahrenheit   | 6 km     | Gabriel Fahrenheit (1686–1736)                 |
| Fairouz      | 3 km     | (arabiskt kvinnonamn)                          |
| Faraday      | 69 km    | Michael Faraday (1791–1867)                    |
| Faustini     | 39 km    | Arnoldo Faustini (1874–1944)                   |
| Fauth        | 12 km    | Philipp Johann Heinrich Fauth (1867–1941)      |
| Faye         | 36 km    | Hervé Faye (1814–1902)                         |
| Fechner      | 63 km    | Gustav Theodor Fechner (1801–1887)             |
| Fedorov      | 6 km     | Aleksander Petrovitj Fjodorov (1872–1910)      |
| Felix        | 1 km     | (latinskt mansnamn)                            |
| Fényi        | 38 km    | Gyula Fényi (1845–1927)                        |
| Feoktistov   | 23 km    | Konstantin Feoktistov (1926-2009)              |
| Fermat       | 38 km    | Pierre de Fermat (1601–1665)                   |
| Fermi        | 183 km   | Enrico Fermi (1901–1954)                       |
| Fernelius    | 65 km    | Jean Fernel (1497–1558)                        |
| Fersman      | 151 km   | Alexander von Fersmann (1883–1945)             |
| Fesenkov     | 35 km    | Vasilij Fesenkov (1889–1972)                   |
| Feuillée     | 9 km     | Louis Feuillée (1660–1732)                     |
| Finsch       | 4 km     | Otto Finsch (1839–1917)                        |
| Finsen       | 72 km    | Niels Ryberg Finsen (1860–1904)                |
| Firmicus     | 56 km    | Firmicus Maternus (död omkring 330)            |
| Firsov       | 6 km     | Georgij F. Firsov (1917–1960)                  |
| Fischer      | 30 km    | Hermann Emil Fischer (1852–1919)               |
| Fischer      | 30 km    | Hans Fischer (1881–1945)                       |
| Fitzgerald   | 110 km   | George Francis FitzGerald (1851–1901)          |
| Fizeau       | 111 km   | Hippolyte Fizeau (1819–1896)                   |
| Flammarion   | 74 km    | Camille Flammarion (1842–1925)                 |
| Flamsteed    | 20 km    | John Flamsteed (1646–1719)                     |
| Fleming      | 106 km   | Alexander Fleming (1881–1955)                  |
| Fleming      | 106 km   | Williamina Fleming (1857–1911)                 |
| Florensky    | 71 km    | Kirill Pavlovitj Florenskij (1915–1982)        |
| Focas        | 22 km    | Ionnas Focas (1909–1969)                       |
| Fontana      | 31 km    | Francesco Fontana (omkring 1585–1656)          |
| Fontenelle   | 38 km    | Bernard le Bovier de Fontenelle (1657–1757)    |
| Foster       | 33 km    | John Stuart Foster (1890–1964)                 |
| Foucault     | 23 km    | Léon Foucault (1819–1868)                      |
| Fourier      | 51 km    | Jean Baptiste Joseph Fourier (1768–1830)       |
| Fowler       | 146 km   | Alfred Fowler (1868–1940)                      |
| Fowler       | 146 km   | Ralph H. Fowler (1889–1944)                    |
| Fox          | 24 km    | Philip Fox (1878–1944)                         |
| Fra Mauro    | 101 km   | Fra Mauro (okänt–1459)                         |
| Fracastorius | 112 km   | Girolamo Fracastoro (1483–1553)                |
| Franck       | 12 km    | James Franck (1882–1964)                       |
| Franklin     | 56 km    | Benjamin Franklin (1706–1790)                  |
| Franz        | 25 km    | Julius Heinrich Franz (1847–1913)              |
| Fraunhofer   | 56 km    | Joseph von Fraunhofer (1787–1826)              |
| Fredholm     | 14 km    | Erik Ivar Fredholm (1866–1927)                 |
| Freud        | 2 km     | Sigmund Freud (1856–1939)                      |
| Freundlich   | 85 km    | Erwin Finlay-Freundlich (1885–1964)            |
| Fridman      | 102 km   | Aleksandr Fridman (1888–1925)                  |
| Froelich     | 58 km    | Jack E. Froelich (1921–1967)                   |
| Frost        | 75 km    | Edwin Brant Frost (1866–1935)                  |
| Fryxell      | 18 km    | Roald H. Fryxell (1934–1974)                   |
| Furnerius    | 135 km   | Georges Fournier (1595-1655)                   |